# Mendo Nunes
Mendo Nunes was van 1020/1028 tot 1050/1054 graaf van Portucale (Portugal).

## Context
Mendo Nunes was nog een kind toen zijn vader Nuno Alvites stierf, zijn moeder Ilduara Mendes nam het regentschap waar. Het graafschap Portugal was een vazalstaat van het Koninkrijk León. Koning Ferdinand I van León streefde er naar om de erfelijke titels van zijn ondergeschikten in te perken door zelf ambtenaren aan te stellen. Eenmaal aan het bestuur werd de macht van Mendo Nunes bepaald door ondergeschikten van de koning.
Vermoedelijk stierf Mendo Nunes een gewelddadige dood, hij werd opgevolgd door zijn zoon Nuno Mendes.